# Вамба (Вальядолід)
Вамба (ісп. Wamba) — муніципалітет в Іспанії, у складі автономної спільноти Кастилія-і-Леон, у провінції Вальядолід. Населення — 370 осіб (2010).
Муніципалітет розташований на відстані близько 170 км на північний захід від Мадрида, 15 км на захід від Вальядоліда.

## Демографія
Динаміка населення (INE ):

## Галерея зображень

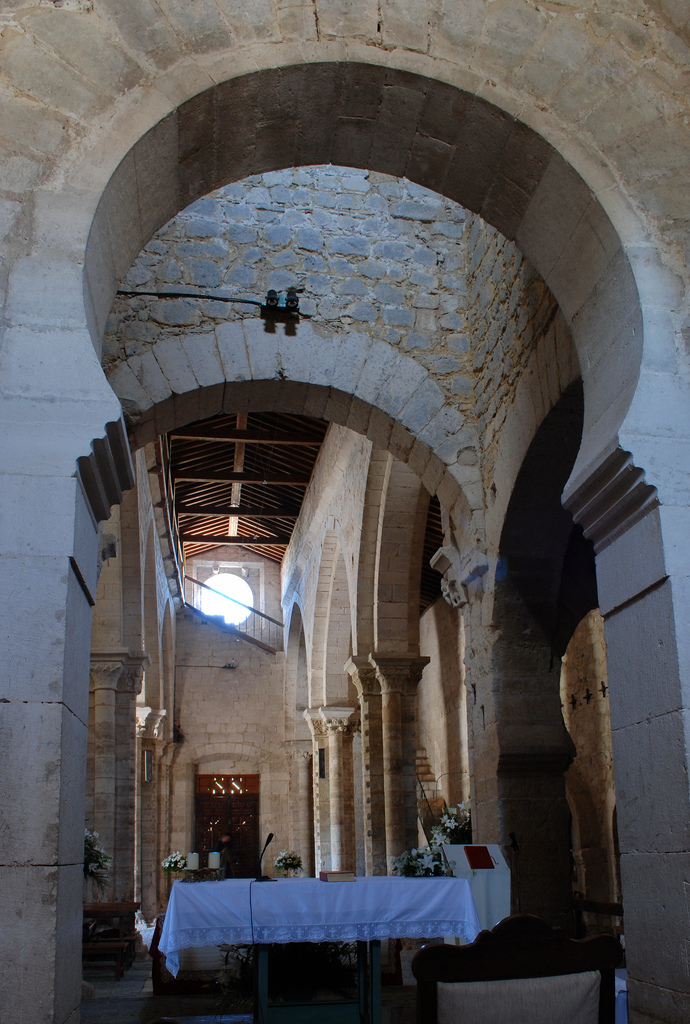
Інтер'єр церкви Санта-Марія-де-Вамба